# خوشيار قادين
خوشیار قادین هي زوجة السلطان العثماني محمود الثاني. وُلدت في 1796، وتوفيت في 1849 في مكة و دفنت هناك.

## الأبناء
- مهرماہ سلطان